# Histoire de Lisey (roman)
Histoire de Lisey (titre original : Lisey's Story) est un roman fantastique et d'horreur de Stephen King paru aux États-Unis en 2006. Il raconte l'histoire de la veuve d'un écrivain qui, en devant affronter à la fois la maladie de sa sœur et les harcèlements dont elle est victime, se retrouve plongée dans des souvenirs qu'elle avait préféré occulter au sujet du passé mystérieux de son mari, de sa malédiction et de son don. À travers ce roman, qui a remporté le prix Bram Stoker, King explore les thèmes du travail de deuil, du langage secret du couple, et les confins qui séparent la folie du génie.

## Résumé
Lisey est la veuve de Scott Landon, un romancier à succès et un homme très complexe avec qui elle a vécu pendant 25 ans. En rangeant le matériel accumulé dans le bureau de son défunt mari deux ans après sa disparition, cette femme d'âge mûr trouve une sorte de jeu de pistes que lui avait laissé son mari et est ainsi amenée à se remémorer des bribes de plus en plus précises du passé de Scott (tel que celui-ci le lui avait raconté) et de leur passé commun alors qu'elle avait refoulé ces souvenirs au plus profond de sa mémoire. Dans le même temps, Lisey est confrontée à l'aggravation alarmante de l'état de santé mentale de sa sœur aînée Amanda, qui fait des crises d'automutilation, ainsi qu'à l'irruption dans sa vie de Jim Dooley, un homme inquiétant qui lui réclame les écrits inédits de Scott.
Lisey en vient à se remémorer différents épisodes de sa vie commune avec Scott : comment elle lui avait sauvé la vie alors qu'on avait tenté de l'assassiner ; les circonstances de sa mort ; les débuts de sa vie commune avec Scott et les choses étranges qu'il y avait chez lui (sa faculté de cicatriser très rapidement) ; et finalement comment Scott, pour lui expliquer qu'il ne voulait pas avoir d'enfants, lui avait raconté qu'il venait d'une famille marquée par une terrible maladie mentale qui se manifestait soit sous la forme d'une folie homicide, soit par un état de catatonie. Mais Scott avait aussi un don, celui de se transporter dans un autre monde, qu'il avait appelé « Na'ya Lune », un monde magnifique pendant la journée mais terrifiant durant la nuit, où se trouve un lac dont les eaux ont la faculté de guérir et où il l'avait brièvement emmenée une fois. Elle se remémore alors la terrible histoire que Scott lui avait raconté : son frère, qu'il adorait, avait été victime de la malédiction familiale et pris de folie ; après que Scott eut échoué à le soigner, son père avait dû l'abattre. Plus tard, le père de Scott avait commencé à ressentir lui-même les premiers symptômes d'une folie homicide et Scott avait dû à son tour se résoudre à le tuer.  
Lisey est mutilée par Dooley, qui lui pose un ultimatum pour qu'elle lui remette les écrits de Scott. Amanda a quant à elle sombré dans la catatonie et doit être hospitalisée. En suivant les indices dont Scott avait pris la précaution de jalonner sa route avant sa mort, Lisey découvre qu'elle a le moyen de trouver elle aussi le chemin de « Na'Ya Lune ». Elle arrive ainsi à faire sortir sa sœur de sa catatonie et, à elles deux, elles se débarrassent de Dooley, que Lisey emmène à « Na'Ya Lune » et où il est dévoré par la bête qui règne sur le monde nocturne. Lisey y découvre enfin le dernier cadeau que lui avait laissé son mari, une dernière histoire spécialement à son intention.

## Genèse du roman
L'idée de ce roman est venue à King en 2003, alors qu'il venait de sortir de l'hôpital où il était resté pendant un mois pour une pneumonie. En rentrant chez lui, son bureau avait été repeint et rénové et toutes ses affaires étaient encore dans des cartons. Pensant que c'est à ça que la pièce ressemblerait quand il serait mort, il commença alors à réfléchir sur tout ce que son épouse, Tabitha, aurait à gérer après sa disparition et écrivit ce livre en le lui dédiant. L'écrivain considère ce roman comme son meilleur livre.

## Accueil et distinctions
Le roman est resté dix semaines sur la New York Times Best Seller list (dont une semaine à la première place), y apparaissant le 12 novembre 2006, directement à la première place. Publishers Weekly le classe à la sixième place des meilleures ventes de romans aux États-Unis en 2006.
Il a été très favorablement reçu par la critique. Pour Rich Motoko, du New York Times, le roman est une « vibrante célébration du langage », en particulier celui qui est partagé au sein d'un couple, et transcende les habituels éléments horrifiques de King. Carol Memmott, de USA Today, pense que ce roman de King ne ressemble à aucun autre et que c'est sans doute son œuvre la plus personnelle, « une histoire sur un amour dévoué, inconditionnel et insatiable » qui prouve qu'il peut écrire « une histoire d'amour épique aussi belle que ses monstres sont affreux ». Jean-Pierre Dufreigne, de Lire, évoque un roman d'une « excellente veine », une « histoire complexe, et aussi fascinante qu'étouffante » où « rôdent [...] les dangers et les tentations de la folie [...] et celle de la mort, la sienne, et celle de ceux qu'on aime ». Pour Jean-Marie Wynants, du Soir, il s'agit d'« un exercice littéraire de haute voltige qui nécessite un temps d’adaptation de plusieurs dizaines de pages pour le lecteur dérouté par ces chapitres qui s’enchevêtrent, ces époques qui s’entrechoquent et ce vocabulaire intime déconstruit, inventé, que Lisey et Scott utilisent constamment ». Baptiste Liger, de L'Express, parle d'un « des romans les plus époustouflants de Stephen King » où « il applique brillamment les codes du thriller fantastique sur une narration éclatée [...] et livre une fable riche en émotions ». Erica Noonan, du Boston Globe, est plus contrastée dans son avis, estimant qu'il y a de la beauté et de la profondeur dans ce qui est avant tout une histoire d'amour, mais que le rythme de l'histoire est assez lent et qu'il est difficile de s'attacher à l'héroïne. 
Histoire de Lisey a remporté le prix Bram Stoker du meilleur roman 2007, et a été nommé la même année au prix Locus du meilleur roman de fantasy, terminant à la dixième place, ainsi qu'au prix World Fantasy du meilleur roman.

## Liens avec d'autres œuvres de Stephen King
Le personnage de Jim Dooley n'est pas sans rappeler celui de John Shooter, du roman court Vue imprenable sur jardin secret ; Dooley prétend d'ailleurs être originaire d'une ville du Tennessee appelée Shooter's Knob. D'autre part, l'action du roman se passe en partie non loin de Castle Rock et on voit intervenir brièvement le personnage d'Andy Clutterbuck, qui était déjà apparu dans Bazaar. Le nom du romancier Michael Noonan, personnage principal de Sac d'os, est également évoqué.
Par ailleurs, le fond du roman, l'histoire d'une femme menacée dans le monde réel qui parvient à se débarrasser de l'homme qui la poursuit dans un monde « parallèle » est le même que dans un roman précédent, Rose Madder.

## Adaptation
Stephen King écrit le scénario d'une adaptation en série de 8h pour Apple TV+ réalisée par Pablo Larrain, et produite par J.J. Abrams. La série devait initialement s'appeller "Faces".  Julianne Moore,  Clive Owen et Dane DeHaan ont les rôles principaux. Le tournage s'est déroulé en 2020 malgré les difficultés sanitaires. 
Le 13 avril 2021 Apple annonce que la diffusion débutera le 4 juin, suivant sur sa plateforme, confirmant au passage que la série s'intitulera bien "Lisey's Story" en anglais, tout en gardant le titre français du roman pour la France. 